# Vila da Rua
Vila da Rua é uma povoação portuguesa sede da Freguesia de Vila da Rua do município de Moimenta da Beira, freguesia com 9,42 km² de área e 510 habitantes (censo de 2021), tendo, por isso, uma densidade populacional de 54,1 hab./km².

## História
Foi vila e sede de concelho até ao início do século XIX. Este era constituído pelas freguesias da sede e de Faia e tinha, em 1801, 644 habitantes. Aquando da extinção ficou a pertencer ao concelho de Caria até este ser suprimido em 1855. A sua denominação foi alterada para Vila da Rua pela lei 34/2017, de 2 de junho.

## Demografia
Nota: Nos anos de 1864 a 1890 pertencia ao concelho de Sernancelhe, tendo passado a pertencer ao (atual município) de Moimenta da Beira por decreto de 21/05/1896.
A população registada nos censos foi:
| Distribuição da População por Grupos Etários | Distribuição da População por Grupos Etários | Distribuição da População por Grupos Etários | Distribuição da População por Grupos Etários | Distribuição da População por Grupos Etários |
| -------------------------------------------- | -------------------------------------------- | -------------------------------------------- | -------------------------------------------- | -------------------------------------------- |
| Ano                                          | 0-14 Anos                                    | 15-24 Anos                                   | 25-64 Anos                                   | > 65 Anos                                    |
| 2001                                         | 102                                          | 97                                           | 328                                          | 151                                          |
| 2011                                         | 58                                           | 66                                           | 289                                          | 188                                          |
| 2021                                         | 40                                           | 35                                           | 225                                          | 210                                          |

## Património
- Pelourinho de Rua (Viseu)
- Igreja de São Pelágio ou Igreja Paroquial de Vila da Rua